# Rhyzodiastes guineensis
Rhyzodiastes guineensis es una especie de escarabajo terrestre, categorizada en la tribu Clinidiini, de la subfamilia Rhysodinae. Se atribuye su descripción al entomólogo de origen francés Antoine Henri Grouvelle, quien la citó por primera vez en 1903.

## Descripción
La especie mide 6,3-8,0 mm de longitud. Cuenta con surcos frontales profundos, además de mechones o pelaje a lo largo de su cuerpo, estilete antenal pequeño, la cabeza de esta especie es casi dos veces más larga que ancha, ápice agudo. El pronoto es relativamente largo con 1,46 mm de longitud, élitros bastante estrechos.

## Distribución
Se distribuye por Nueva Guinea, con registros tanto de Papúa Nueva Guinea (río Fly y Purari) como de Nueva Guinea Occidental (bahía Yos Sudarso).